# جوزار (دنا)
جوزار (دنا)، روستایی از توابع بخش کبگیان شهرستان دنا در استان کهگیلویه و بویراحمد ایران است. مردم جوزار از ایل بویراحمد و طایفه بزرگ عباسی میباشند که با تیره های چیتابی،سورونی،باشرونی،صالحونی،نیه ای یک ریشه میباشند.

## جمعیت
این روستا دراز توابع بخش کبگیان قرار دارد و براساس سرشماری مرکز آمار ایران در سال ۱۳۸۵، جمعیت آن ۳۲۵ نفر (۶۴خانوار) بوده‌است.